# Thladiantha longifolia
Thladiantha longifolia är en gurkväxtart som beskrevs av Célestin Alfred Cogniaux och Daniel Oliver. Thladiantha longifolia ingår i släktet berggurkor, och familjen gurkväxter. Inga underarter finns listade i Catalogue of Life.